# Entre Folhas
Entre Folhas é um município brasileiro no interior do estado de Minas Gerais, Região Sudeste do país. Localiza-se no Vale do Rio Doce e pertence ao colar metropolitano do Vale do Aço. Sua população recenseada em 2022 era de 5 179 habitantes.

## História
A exploração da área onde está situado o atual município foi iniciada em 1781. O nome recebido pela localidade, Entre Folhas, refere-se a um córrego coberto de folhas que corria em meio à mata. O local recebera a sede da Intendência do Império, tendo por muito tempo forte influência da política do coronelismo. Através do decreto estadual nº 16, de 6 de fevereiro de 1890, é criado o distrito, subordinado a Manhuaçu, mais tarde passando a pertencer a Caratinga.
Em 1900, houve a destituição da função de intendência, deixando de possuir influência regional. A Igreja da Matriz Nossa Senhora do Rosário ainda mantém o sino doado por Dom Pedro II, trazendo o selo da Casa de Bragança, no entanto quase todo o acervo histórico, que era mantido no templo, foi perdido em um incêndio acidental. O distrito chegou a ser extinto pela lei nº 336, de 27 de dezembro de 1948, sendo recriado pela lei estadual nº 1.039, de 12 de dezembro de 1953. A emancipação é decretada pela lei estadual nº 10.704, 27 de abril de 1992.

## Geografia
Localiza-se na vertente ocidental do Caparaó e tem como vizinhas as cidades de Vargem Alegre, recém-emancipada, Bom Jesus do Galho, Inhapim, Ubaporanga e Caratinga, estando a uma altitude de 495 metros. A principal atividade econômica desenvolvida no município é a agropecuária, sobretudo o cultivo do café e hortifrutigranjeiras que influenciam a demanda escolar, sendo que anualmente há um índice de evasão por alunos que se dedicam à colheita.
De acordo com a divisão regional vigente desde 2017, instituída pelo IBGE, o município pertence às Regiões Geográficas Intermediária de Ipatinga e Imediata de Caratinga. Até então, com a vigência das divisões em microrregiões e mesorregiões, fazia parte da microrregião de Caratinga, que por sua vez estava incluída na mesorregião do Vale do Rio Doce.

## Saúde e educação
Entre Folhas é dotada de um Posto de Saúde Municipal que oferece a toda população um atendimento básico, tais como: Consulta, Exames laboratoriais mais simples, equipe de PSF(Programa Saúde da Família), Programas de vacinação, Fisioterapia, Saúde Bucal, Funasa, Programa de Saúde Mental, Assistência Social, CRAS, Conselho Tutelar.
Em Entre Folhas, durante sua história, já existiram vários colégios. O primeiro foi o "Externato", fundado pelo Padre Caetano e pelo Sr. José Cristiano Júnior, por volta de 1916.
Atualmente, Entre Folhas conta com 6 escolas municipais e 1 estadual.

## Religião
A cidade de Entre Folhas de 1998 a 1999 foi sede do Seminário Propedêutico São José de Ubaporanga. Durante a fundação e os primeiros anos a instituição de formação inicial de seminaristas da Diocese de Caratinga teve sua sede na paróquia situada na cidade.